# Agnat (Haute-Loire)
Pour les articles homonymes, voir Agnat (homonymie).
Agnat est une commune française située dans le département de la Haute-Loire, en région Auvergne-Rhône-Alpes.

## Géographie

### Localisation
La commune d'Agnat se trouve dans le département de la Haute-Loire, en région Auvergne-Rhône-Alpes.
Elle se situe à 65 km par la route du Puy-en-Velay, préfecture du département, à 9 km de Brioude, sous-préfecture, et à 17 km de Sainte-Florine, bureau centralisateur du canton de Sainte-Florine dont dépend la commune depuis 2015 pour les élections départementales[réf. nécessaire].
Les communes les plus proches sont : 
Lamothe (3,9 km), Chaniat (4,1 km), Saint-Hilaire (4,3 km), Champagnac-le-Vieux (4,5 km), Azérat (5,6 km), Cohade (5,9 km), Fontannes (6,3 km), Javaugues (6,5 km).
| Saint-Hilaire | Saint-Hilaire | Champagnac-le-Vieux |
| Lamothe       | Agnat         | Chaniat             |
| Lamothe       | Lamothe       | Chaniat             |

### Géologie et relief
La superficie de la commune est de 19,65 km2 ; son altitude varie de 445  à   860 mètres

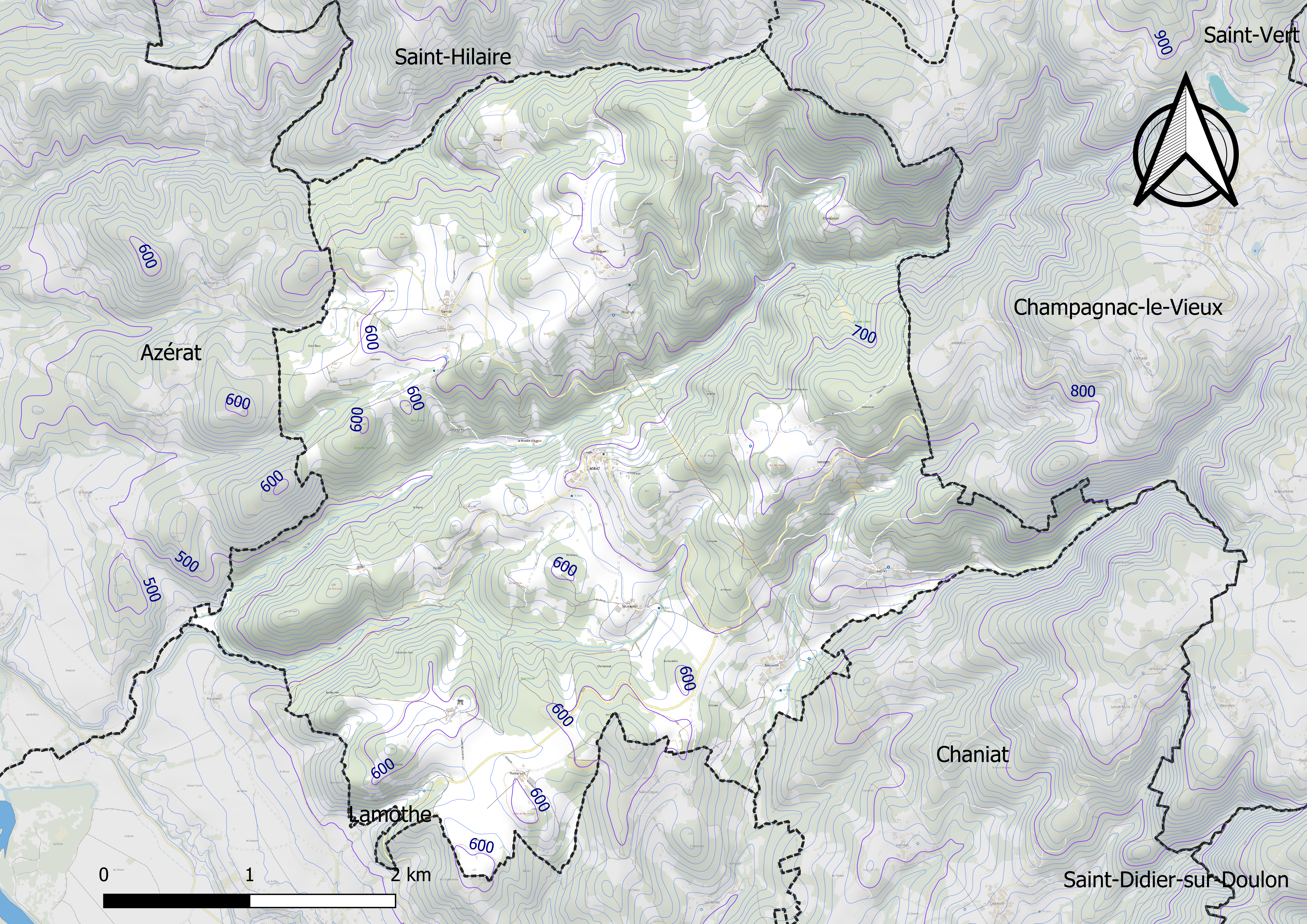
Carte du relief d'Agnat.
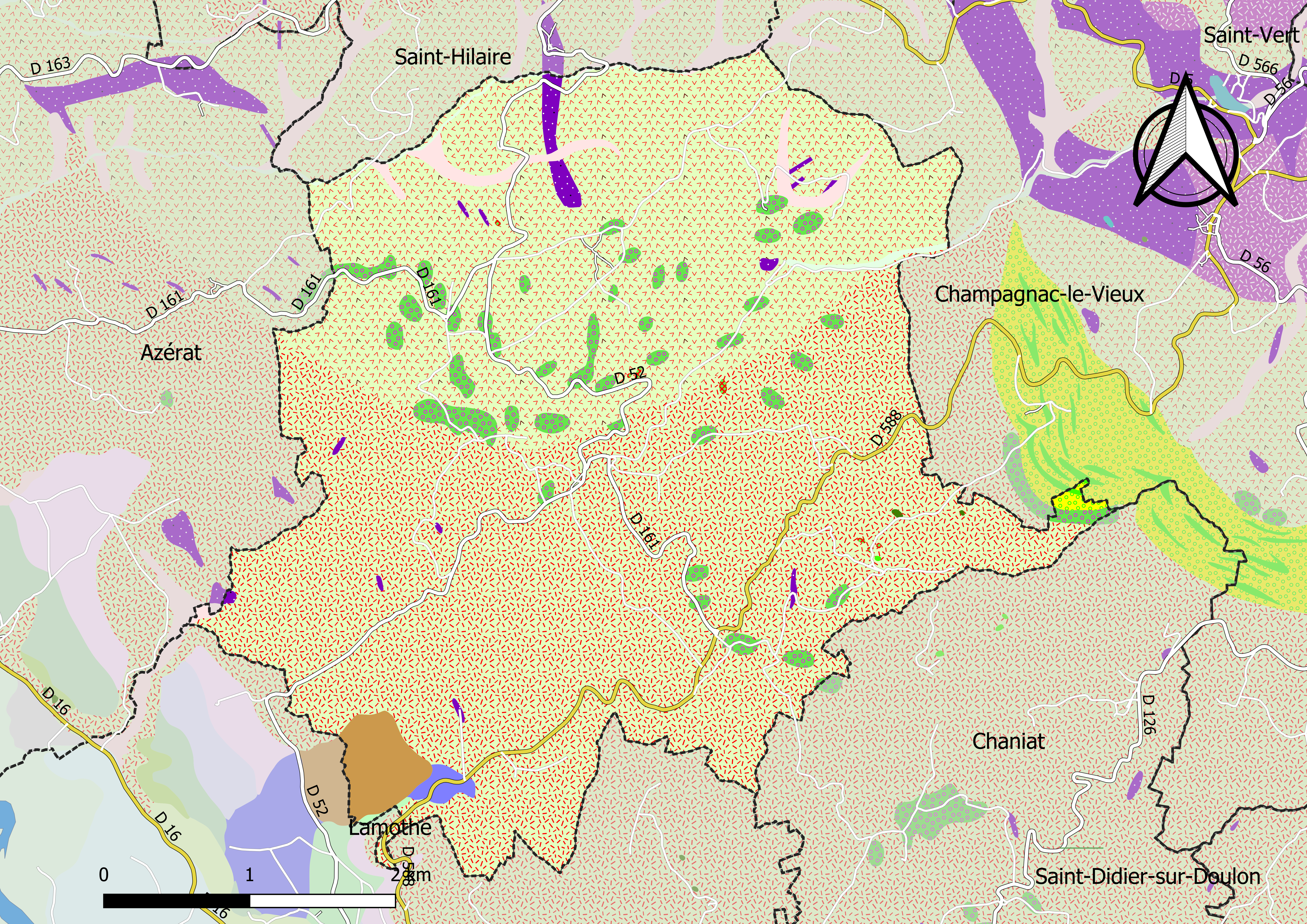
Carte géologique vectorisée et harmonisée d'Agnat

|  | J :   | Formations alluviales - matériaux de déjection: sables et graviers, localement avec blocs                      |
|  | Fz :  | Formations alluviales - alluvions modernes                                                                     |
|  | Cγ :  | Formations de versants - colluvions, épandages et arènes colluvionnées de matériaux granitiques ou gneissiques |
|  | C :   | Formations de versants - colluvions et épandages indifférenciées                                               |
|  | pyβ : | Formations volcaniques pyroclastiques pléistocènes - pyroclastites basaltiques des cônes stromboliens          |
|  | β3 :  | Formations volcaniques laviques pléistocènes - basaltes et basanites indifférenciés                            |

|  | h1-2LγL : | Granites de type Livradois - Leucogranites à deux micas et localement andalousite, grenat ou cordiérite (Tournaisien-Viséen) |

|  | USGMζ :  | USG : Paragneiss migmatitiques à biotite, sillimanite et localement cordiérite ou grenat                           |
|  | USGMζγ : | USG : Paragneiss migmatitiques à biotite, sillimanite et localement cordiérite, zones riches en filons granitiques |
|  | USGλδ :  | USG : Leptynites et gneiss leptynitiques du complexe leptyno-amphibolique                                          |
|  | USGδ :   | USG : Amphibolites indifférenciées, en lentilles                                                                   |
|  | USGπ :   | USG : Péridotites plus ou moins serpentinisées et pyroxénolites, en lentilles                                      |
|  | USGπg :  | USG : Péridotites plus ou moins serpentinisées et pyroxénolites, à grenat, en lentilles                            |
|  | USGψ :   | USG : Eclogites et éclogitoïdes, en lentilles                                                                      |
|  | USGζGr : | USG : Reliques de granulites à grenat et disthène                                                                  |

### Climat
Pour des articles plus généraux, voir Climat d'Auvergne-Rhône-Alpes et Climat de la Haute-Loire.
En 2010, le climat de la commune est de type climat des marges montargnardes, selon une étude du Centre national de la recherche scientifique s'appuyant sur une série de données couvrant la période 1971-2000. En 2020, Météo-France publie une typologie des climats de la France métropolitaine dans laquelle la commune est exposée à un climat de montagne ou de marges de montagne et est dans la région climatique Nord-est du Massif central, caractérisée par une pluviométrie annuelle de 800 à 1 200 mm, bien répartie dans l'année.
Pour la période 1971-2000, la température annuelle moyenne est de 10,3 °C, avec une amplitude thermique annuelle de 16,4 °C. Le cumul annuel moyen de précipitations est de 861 mm, avec 9,5 jours de précipitations en janvier et 7,1 jours en juillet. Pour la période 1991-2020, la température moyenne annuelle observée sur la station météorologique de Météo-France la plus proche, « Fontannes », sur la commune de Fontannes à 6 km à vol d'oiseau, est de 11,4 °C et le cumul annuel moyen de précipitations est de 611,9 mm,. Pour l'avenir, les paramètres climatiques de la commune estimés pour 2050 selon différents scénarios d'émission de gaz à effet de serre sont consultables sur un site dédié publié par Météo-France en novembre 2022.

## Urbanisme

### Typologie
Au 1er janvier 2024, Agnat est catégorisée commune rurale à habitat très dispersé, selon la nouvelle grille communale de densité à sept niveaux définie par l'Insee en 2022.
Elle est située hors unité urbaine. Par ailleurs la commune fait partie de l'aire d'attraction de Brioude, dont elle est une commune de la couronne,. Cette aire, qui regroupe 39 communes, est catégorisée dans les aires de moins de 50 000 habitants,.

### Occupation des sols
L'occupation des sols de la commune, telle qu'elle ressort de la base de données européenne d’occupation biophysique des sols Corine Land Cover (CLC), est marquée par l'importance des forêts et milieux semi-naturels (64,6 % en 2018), une proportion identique à celle de 1990 (64,6 %). La répartition détaillée en 2018 est la suivante : 
forêts (64,6 %), prairies (30,4 %), terres arables (4,9 %).
L'évolution de l’occupation des sols de la commune et de ses infrastructures peut être observée sur les différentes représentations cartographiques du territoire : la carte de Cassini (XVIIIe siècle), la carte d'état-major (1820-1866) et les cartes ou photos aériennes de l'IGN pour la période actuelle (1950 à aujourd'hui).

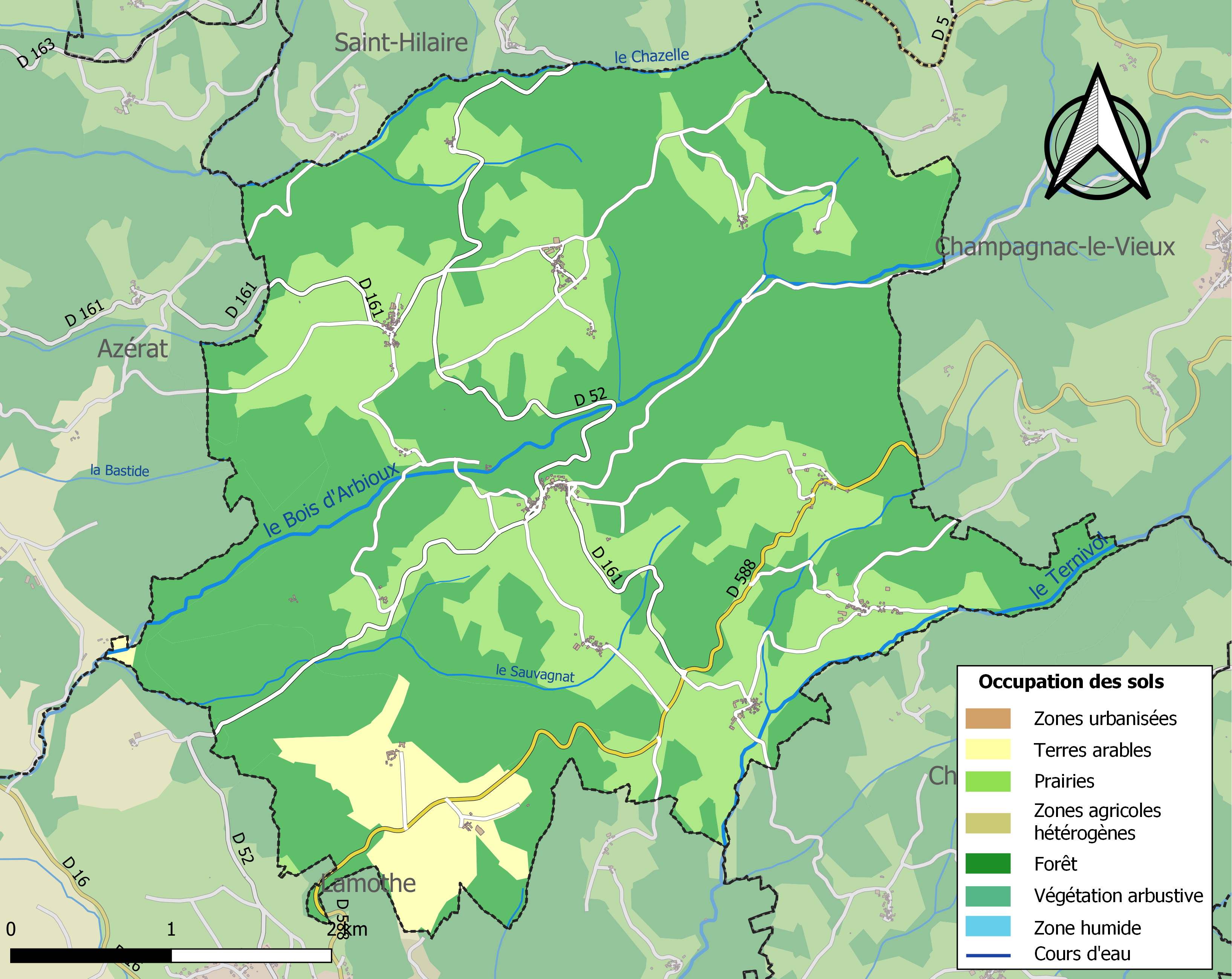
Carte des infrastructures et de l'occupation des sols de la commune en 2018 (CLC).
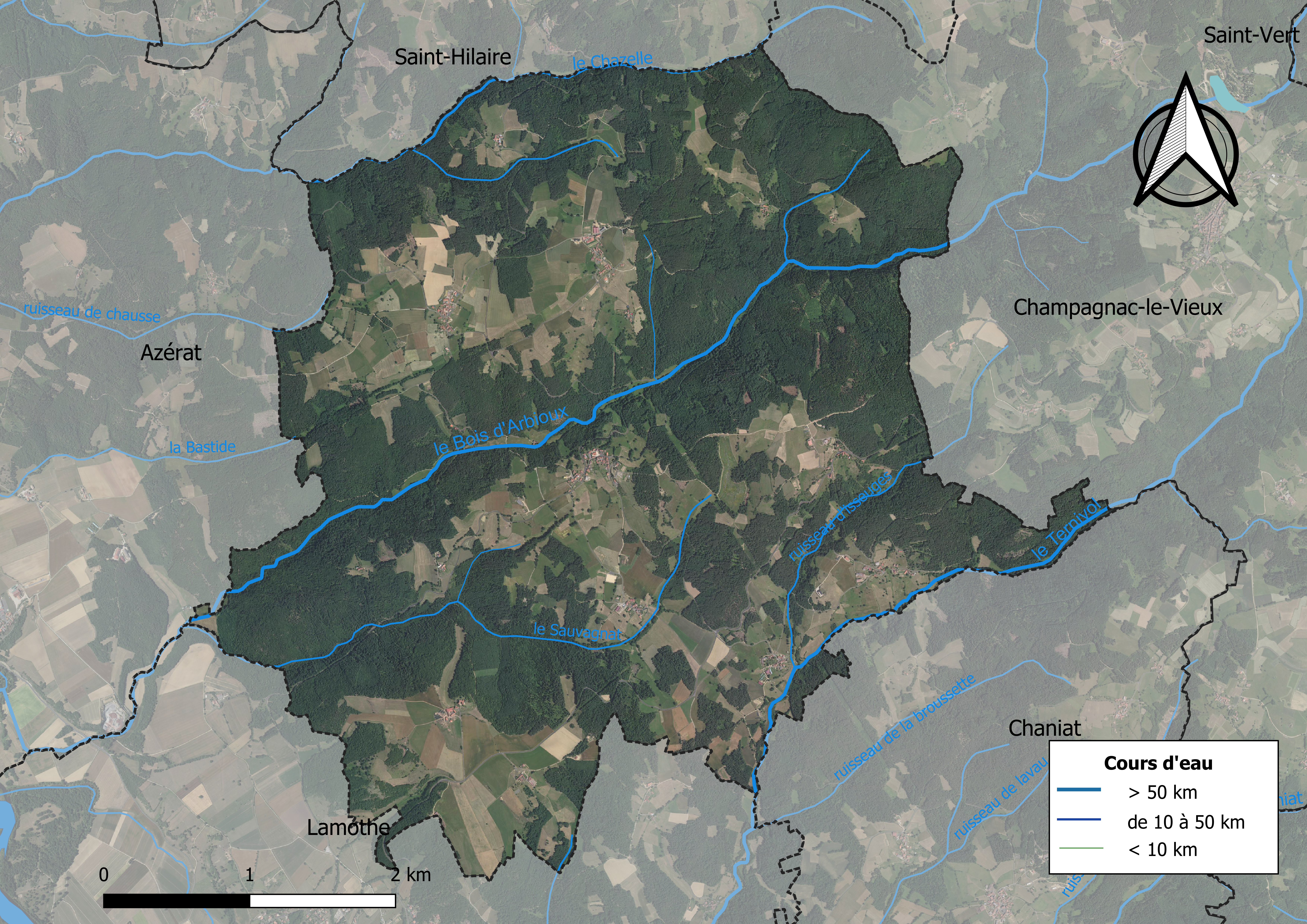
Carte orthophotographique de la commune.

### Lieux-dits
- Château des Grèzes

En 1669, la seigneurie des Grèze est tenue par la famille Guerin de Lugeac.
- Champaix.
- Champrivat.
- Criolat.
- Le Fioux, le Feoux.
- Isseuge.
- Jerzat
- Lupiat, Luppiacum, Luppius, Lopiag.
- Le Pin.
- Les Grèzes, Château.
- L'Usufruit.
- Moulin d'Agnat.
- Moulin de Bion.
- Sauvagnat, Salviniacum, Salvinus, Sauvanhac.
- Sarniat, Sereniacum, Serenus, Sirnac 1010, Sarnhac.
- Sarniaguet.
- Tridoulon, Tredolo, XIVe siècle
- Chadriat, Maison Forte[17].
- Chamalière, Maison Forte[17].
- Pieboudry, Maison Forte[17].
- Merdanson, Champravel, Gardelles, Ternivol, Follange, Parinaud, Lachaud, Beauregard, Criolat.
- Les Fourches, la Routarde, la Garenne, la Plantade, les Combelles, le Gardy, la Borie, Gilberte, Bion, le Fioux, Touffe, l'Amende, Caire Blanc, la Goutte, la Routisse, les Baies, Bouffe Vent, Combe de Gras.
- Bois Grand, Bois Labas, Bois d'Alvier, Bois des Femmes, Bois d'Arbioux.
- Le suc de la Garde, suc des Noyers, suc de Thonnat, suc des Sommes, suc du clos, le Suc, suc de la Mort, le suc de la Garde Puy Chabrey, suc de la Marhe, Puy Bard, Rabaneyre.
- Moulin d'Agnat,
- Fontaine du Bachat, fontaine des Ânes,
- Ruisseau de Criolat, ruisseau de Sauvagnat, ruisseau de Pavettes, ruisseau d'Isseuges,
- Rognac, runacum runaco, Runiuc, Ronius, Ronnac. Loc. disp.
- (?), mine de cuivre.

Il serrait fort utile de constituer ci-dessous, la liste des noms de lieux provenant du cadastre napoléonien. Cette liste aura comme intérêt d'aider les toponymistes et historiens qui s'intéressent à ce terroir. La liste ci-dessus concerne le cadastre actuel. (Avis aux chercheurs).

### Habitat et logement
En 2018, le nombre total de logements dans la commune était de 140, alors qu'il était de 129 en 2013 et de 133 en 2008.
Parmi ces logements, 69 % étaient des résidences principales, 20,4 % des résidences secondaires et 10,6 % des logements vacants. Ces logements étaient pour 94,9 % d'entre eux des maisons individuelles et pour 4,3 % des appartements.
Le tableau ci-dessous présente la typologie des logements à Agnat en 2018 en comparaison avec celle de la Haute-Loire et de la France entière. Une caractéristique marquante du parc de logements est ainsi une proportion de résidences secondaires et logements occasionnels (20,4 %) supérieure à celle du département (16,1 %) et à celle de la France entière (9,7 %). Concernant le statut d'occupation de ces logements, 79,3 % des habitants de la commune sont propriétaires de leur logement (81,3 % en 2013), contre 70 % pour la Haute-Loire et 57,5 pour la France entière.
| Typologie                                               | Agnat | Haute-Loire | France entière |
| ------------------------------------------------------- | ----- | ----------- | -------------- |
| Résidences principales (en %)                           | 69    | 71,5        | 82,1           |
| Résidences secondaires et logements occasionnels (en %) | 20,4  | 16,1        | 9,7            |
| Logements vacants (en %)                                | 10,6  | 12,4        | 8,2            |

## Toponymie

### Attestations anciennes
- Agniacum XIIIe siècle[18]
- Agniac au XIIIe siècle[19]
- Aunhac en 1300[20]
- Aignhac en 1379
- Agnhac et Annhanc au XIVe siècle

### Étymologie
Il s'agit d'une formation toponymique gallo-romaine caractéristique basée sur l'anthroponyme latin Annius (en vogue en Gaule), suivi du suffixe gallo-romain d'origine celtique -acum (gaulois *-acon). Ce type toponymique est présent dans toute la France, dont en domaine d'oc : Agnac (Lot-et-Garonne, Annac en 1053) et en domaine d'oïl : Aigné (Sarthe, Agniacum vers 834); Aignay-le-Duc (Côte-d'Or, Aiennacum 1136 - 1142).

## Politique et administration

### Découpage territorial
La commune d'Agnat est membre de la communauté de communes Brioude Sud Auvergne, un établissement public de coopération intercommunale (EPCI) à fiscalité propre créé le 11 décembre 2018 dont le siège est à Brioude. Ce dernier est par ailleurs membre d'autres groupements intercommunaux.
Sur le plan administratif, elle est rattachée à l'arrondissement de Brioude, au département de la Haute-Loire, en tant que circonscription administrative de l'État, et à la région Auvergne-Rhône-Alpes.
Sur le plan électoral, elle dépend du canton de Sainte-Florine pour l'élection des conseillers départementaux, depuis le redécoupage cantonal de 2014 entré en vigueur en 2015[réf. nécessaire], et de la deuxième circonscription de la Haute-Loire   pour les élections législatives, depuis le redécoupage électoral de 1986.

### Élections municipales et communautaires

#### Élections de 2020
Le conseil municipal d'Agnat, commune de moins de 1 000 habitants, est élu au scrutin majoritaire plurinominal à deux tours avec candidatures isolées ou groupées et possibilité de panachage. Compte tenu de la population communale, le nombre de sièges à pourvoir lors des élections municipales de 2020 est de 11. La totalité des onze candidats en lice est élue dès le premier tour, le 15 mars 2020, avec un taux de participation de 66,47 %.
Christian Passemard, maire sortant, est réélu pour un nouveau mandat le 28 mai 2020.
Dans les communes de moins de 1 000 habitants, les conseillers communautaires sont désignés parmi les conseillers municipaux élus en suivant l’ordre du tableau (maire, adjoints puis conseillers municipaux) et dans la limite du nombre de sièges attribués à la commune au sein du conseil communautaire. Onze sièges sont attribués à la commune au sein de la communauté de communes Brioude Sud Auvergne.

#### Liste des maires
| Période                                  | Période                       | Identité            | Étiquette | Qualité       |
| ---------------------------------------- | ----------------------------- | ------------------- | --------- | ------------- |
| Les données manquantes sont à compléter. |                               |                     |           |               |
| mars 2001                                | mars 2008                     | Claude Vigier       | UMP       |               |
| mars 2008                                | En cours (au 18 juillet 2021) | Christian Passemard |           | Fonctionnaire |

### Tendances politiques et résultats
| Scrutin             | Scrutin             | 1er tour | 1er tour | 1er tour | 1er tour | 1er tour | 1er tour | 1er tour | 1er tour    | 1er tour | 1er tour | 1er tour | 1er tour | 2d tour | 2d tour | 2d tour | 2d tour | 2d tour | 2d tour |
| Scrutin             | Scrutin             | 1er      | 1er      | %        | 2e       | 2e       | %        | 3e       | 3e          | %        | 4e       | 4e       | %        | 1er     | 1er     | %       | 2e      | 2e      | %       |
| ------------------- | ------------------- | -------- | -------- | -------- | -------- | -------- | -------- | -------- | ----------- | -------- | -------- | -------- | -------- | ------- | ------- | ------- | ------- | ------- | ------- |
| Présidentielle 2017 | Présidentielle 2017 |          | LR       | 24,58    |          | EM       | 21,19    |          | RN          | 19,49    |          | LFI      | 17,80    |         | EM      | 66,36   |         | RN      | 33,64   |
| Présidentielle 2022 | Présidentielle 2022 |          | RN       | 31,71    |          | EM       | 21,14    |          | LFI         | 12,20    |          | LR       | 9,76     |         | RN      | 57,52   |         | EM      | 42,48   |
| Législatives 2022   | 2e                  |          | LR       | 56,76    |          | RN       | 16,22    |          | LFI (NUPES) | 12,16    |          | PR (ENS) | 6,76     |         | LR      | 77,46   |         | LFI     | 22,54   |
| Législatives 2024   | 2e                  |          | LR       | 49,52    |          | RN       | 31,43    |          | RE (ENS)    | 8,57     |          | PS (NFP) | 7,62     |         | LR      | 62,26   |         | RN      | 37,74   |

### Jumelages
Agnat n'est jumelée avec aucune commune.

## Population et société

### Démographie

#### Évolution démographique
L'évolution du nombre d'habitants est connue à travers les recensements de la population effectués dans la commune depuis 1793. Pour les communes de moins de 10 000 habitants, une enquête de recensement portant sur toute la population est réalisée tous les cinq ans, les populations de référence des années intermédiaires étant quant à elles estimées par interpolation ou extrapolation. Pour la commune, le premier recensement exhaustif entrant dans le cadre du nouveau dispositif a été réalisé en 2005.

En 2022, la commune comptait 171 habitants, en évolution de −8,56 % par rapport à 2016 (Haute-Loire : +0,36 %, France hors Mayotte : +2,11 %).
| 1793 | 1800 | 1806 | 1821 | 1831 | 1836 | 1841 | 1846 | 1851 |
| ---- | ---- | ---- | ---- | ---- | ---- | ---- | ---- | ---- |
| 730  | 478  | 769  | 771  | 782  | 771  | 755  | 772  | 748  |

| 1856 | 1861 | 1866 | 1872 | 1876 | 1881 | 1886 | 1891 | 1896 |
| ---- | ---- | ---- | ---- | ---- | ---- | ---- | ---- | ---- |
| 680  | 639  | 611  | 612  | 623  | 568  | 567  | 549  | 514  |

| 1901 | 1906 | 1911 | 1921 | 1926 | 1931 | 1936 | 1946 | 1954 |
| ---- | ---- | ---- | ---- | ---- | ---- | ---- | ---- | ---- |
| 503  | 535  | 515  | 446  | 429  | 411  | 416  | 352  | 347  |

| 1962 | 1968 | 1975 | 1982 | 1990 | 1999 | 2005 | 2006 | 2010 |
| ---- | ---- | ---- | ---- | ---- | ---- | ---- | ---- | ---- |
| 353  | 316  | 302  | 251  | 222  | 209  | 190  | 190  | 190  |

| 2015 | 2020 | 2022 | - | - | - | - | - | - |
| ---- | ---- | ---- | - | - | - | - | - | - |
| 189  | 174  | 171  | - | - | - | - | - | - |

#### Pyramide des âges
La population de la commune est relativement âgée.
En 2018, le taux de personnes d'un âge inférieur à 30 ans s'élève à 25,9 %, soit en dessous de la moyenne départementale (31 %). À l'inverse, le taux de personnes d'âge supérieur à 60 ans est de 37,3 % la même année, alors qu'il est de 31,1 % au niveau départemental.
En 2018, la commune comptait 101 hommes pour 82 femmes, soit un taux de 55,19 % d'hommes, largement supérieur au taux départemental (49,13 %).
Les pyramides des âges de la commune et du département s'établissent comme suit.
| Hommes | Classe d’âge | Femmes |
| ------ | ------------ | ------ |
| 2,1    | 90 ou +      | 2,6    |
| 9,4    | 75-89 ans    | 16,7   |
| 21,9   | 60-74 ans    | 23,1   |
| 26,0   | 45-59 ans    | 29,5   |
| 10,4   | 30-44 ans    | 7,7    |
| 21,9   | 15-29 ans    | 9,0    |
| 8,3    | 0-14 ans     | 11,5   |

| Hommes | Classe d’âge | Femmes |
| ------ | ------------ | ------ |
| 0,9    | 90 ou +      | 2,5    |
| 8,4    | 75-89 ans    | 11,7   |
| 20,4   | 60-74 ans    | 20,5   |
| 21,3   | 45-59 ans    | 20,3   |
| 16,8   | 30-44 ans    | 16,3   |
| 15,2   | 15-29 ans    | 13,2   |
| 17     | 0-14 ans     | 15,6   |

### Manifestations culturelles et festivités
La fête patronale est le 14 septembre.
La fête de la Sainte-Croix est une des plus anciennes célébration liturgiques de l'Église chrétienne, elle se célébrait déjà au IVe siècle à Jérusalem

### Vie associatives
- Comité des fêtes
- La pomme d'Agnat, Association créée le 22 juillet 2016 pour la protection et la mise en valeur du patrimoine culturel et religieux de la commune d'Agnat. Le nom de l'association fait référence à la variété de pomme « Reinette rouge d'Agnat » associée au village.

## Économie

### Revenus
En 2018, la commune compte 87 ménages fiscaux, regroupant 173 personnes. La médiane du revenu disponible par unité de consommation est de 18 700 € (20 800 € dans le département).

### Emploi
| Division       | 2008   | 2013   | 2018   |
| -------------- | ------ | ------ | ------ |
| Commune        | 10,1 % | 10,6 % | 14,8 % |
| Département    | 6,3 %  | 7,7 %  | 7,7 %  |
| France entière | 8,3 %  | 10 %   | 10 %   |

En 2018, la population âgée de 15 à 64 ans s'élève à 114 personnes, parmi lesquelles on compte 78,7 % d'actifs (63,9 % ayant un emploi et 14,8 % de chômeurs) et 21,3 % d'inactifs,. Depuis 2008, le taux de chômage communal (au sens du recensement) des 15-64 ans est supérieur à celui de la France et du département.
La commune fait partie de la couronne de l'aire d'attraction de Brioude, du fait qu'au moins 15 % des actifs travaillent dans le pôle,. Elle compte 20 emplois en 2018, contre 14 en 2013 et 20 en 2008. Le nombre d'actifs ayant un emploi résidant dans la commune est de 73, soit un indicateur de concentration d'emploi de 27,3 % et un taux d'activité parmi les 15 ans ou plus de 54,1 %.
Sur ces 73 actifs de 15 ans ou plus ayant un emploi, 13 travaillent dans la commune, soit 17 % des habitants. Pour se rendre au travail, 84,1 % des habitants utilisent un véhicule personnel ou de fonction à quatre roues, 1,4 % les transports en commun, 11,6 % s'y rendent en deux-roues, à vélo ou à pied et 2,9 % n'ont pas besoin de transport (travail au domicile).

### Activités hors agriculture
Aucun établissement relevant d’une activité hors champ de l’agriculture n’est  implanté à Agnat au 31 décembre 2019.

### Agriculture
La commune fait partie de la petite région agricole dénommée « Brivadois ». En 2010, l'orientation technico-économique de l'agriculture  sur la commune est la production de bovins, orientation élevage et viande.
|                                   | 1988 | 2000 | 2010 |
| --------------------------------- | ---- | ---- | ---- |
| Exploitations                     | 42   | 23   | 16   |
| Superficie agricole utilisée (ha) | 819  | 906  | 681  |

Le nombre d'exploitations agricoles en activité et ayant leur siège dans la commune est passé de 53 en 1988 à 23 en 2000 puis à 16 en 2010, soit une baisse de 38 % en 22 ans. Le même mouvement est observé à l'échelle du département qui a perdu pendant cette période 43 % de ses exploitations. La surface agricole utilisée sur la commune a également diminué, passant de 819 ha en 1988 à 681 ha en 2010. Parallèlement la surface agricole utilisée moyenne par exploitation a augmenté, passant de 20 à 43 ha.

## Culture locale et patrimoine

### Lieux et monuments

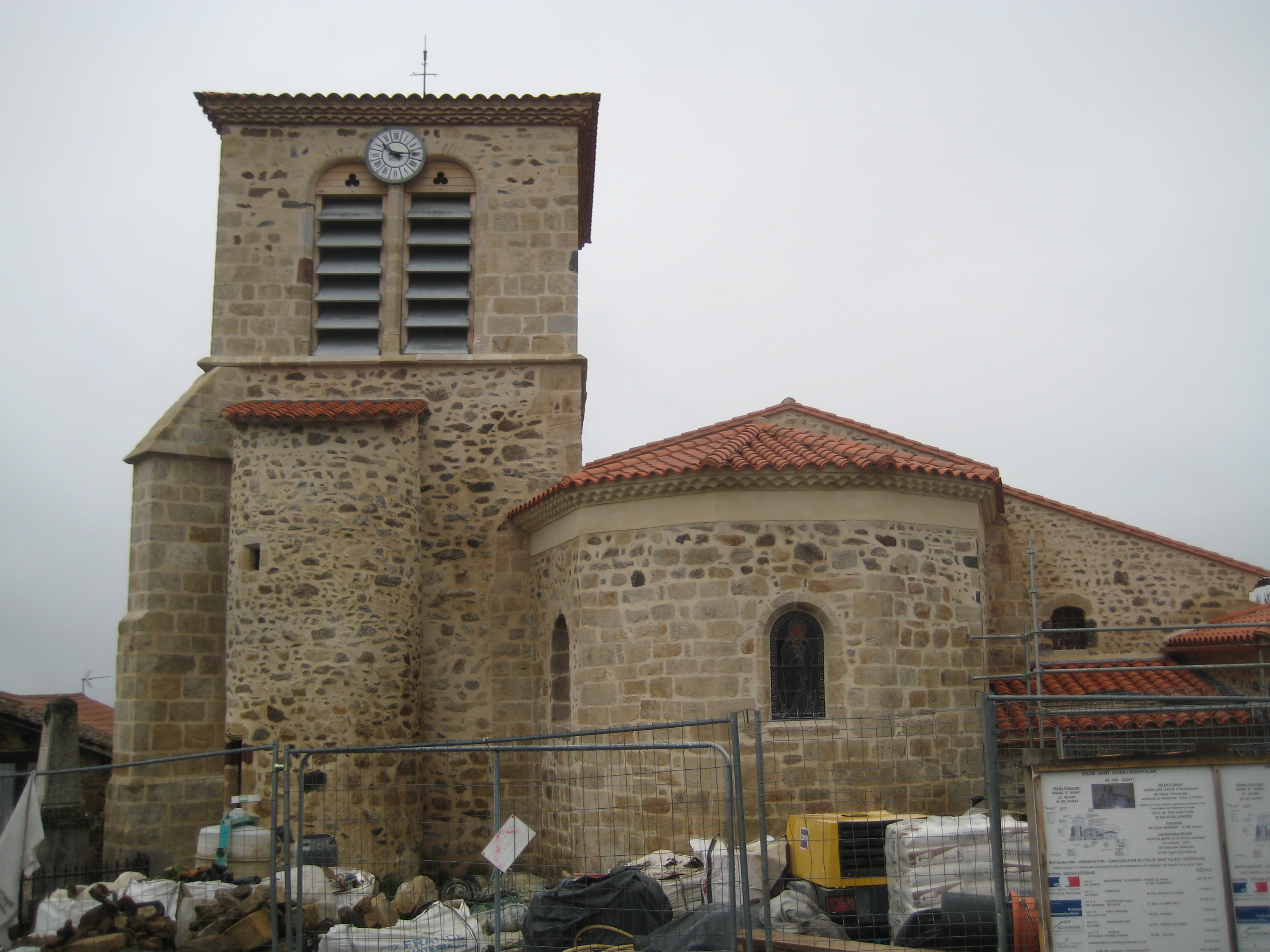
Église Saint-Julien-l'Hospitalier d'Agnat.

- Église Saint-Julien, inscrite au titre des monuments historiques par arrêté du 21 août 1989[45]. Elle est composée d'une nef centrale et d'une abside romanes, de chapelles du XVe ou XVIe siècle. Remaniements au XIXe siècle. La nef est à deux travées voûtées d'arêtes. La croisée de transept est voûtée en berceau et contrebutée par des chapelles formant bras de transept. L'abside du chœur semi-circulaire est voûtée en cul-de-four, et polygonale à l'extérieur. Le clocher s'élève à l'aplomb de la croisée de transept. Un auvent de charpente reposant sur deux piliers de pierre est adossé contre la façade ouest et forme un porche couvert devant l'entrée principale. Une sacristie rajoutée au siècle précédent s'élève au nord-est. Une tourelle d'escalier circulaire est accotée au mur est de la chapelle sud et permet d'accéder au clocher par un escalier à vis.

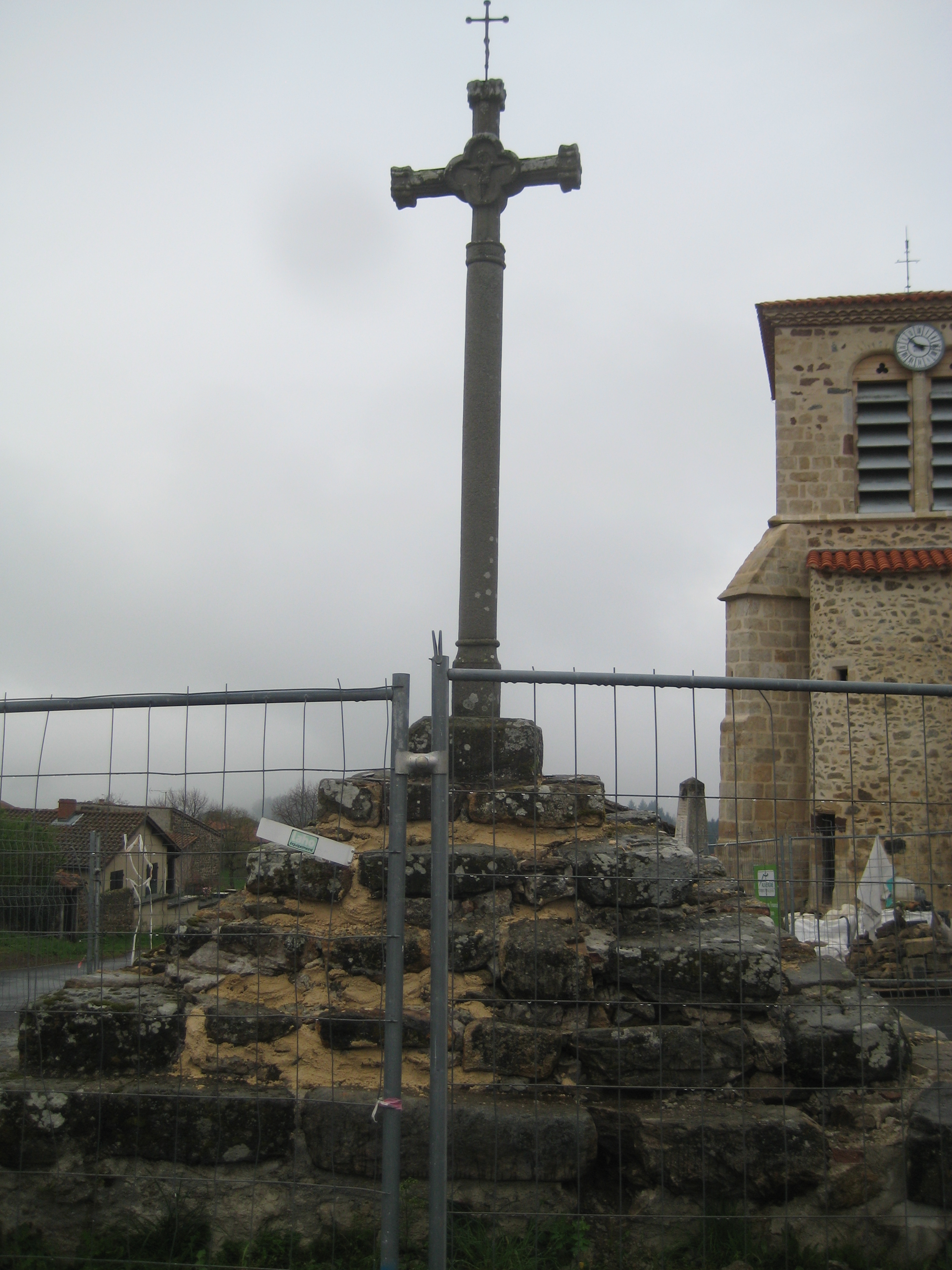
Croix de place monumentale d'Agnat

- Croix d'Agnat, inscrite au titre des monuments historiques par arrêté du 11 juin 1930[46]. Croix monumentale datée du XIIIe siècle et construite au centre du village. Elle se présente taillé dans un bloc de granit rehaussé sur une pyramide à six gradins. La représentation du Christ centré dans un quadrilobe, les pieds séparés expose la tradition romane et indique son ancienneté. Les bras moulurés du croisillon rappelle les croix d'Artone et de Vitrac.

### Personnalités liées à la commune
- Mgr Jules Moury, né le 11 octobre 1873 à Agnat, missionnaire, évêque in partibus d'Ariassus (de), premier vicaire apostolique de Côte d'Ivoire, mort à Agnat le 29 mars 1935.